# 榛野なな恵
榛野 なな恵（はるの ななえ、1月24日 - ）は、日本の漫画家。福島県出身。血液型はB型。法政大学文学部哲学科卒業。
1978年、『月刊セブンティーン』（集英社）1979年1月号に掲載の「キューピッド・ベイビー」でデビュー。以後、同誌で活動。1987年から『ヤングユー』（集英社）へ活動の場を移す。
代表作『Papa told me』で、1989年に第35回（平成元年度）小学館漫画賞を受賞。1995年に本作品はドラマCD化される。2003年にはNHK教育、ドラマ愛の詩シリーズにて「パパ トールド ミー 大切な君へ」のタイトルでテレビドラマ化された。NHK版には豊田 眞唯、風間トオル、華原朋美などが出演。
現在『Papa told me』は月刊誌『Cocohana』にて連載中。

## 作品リスト
- 「ハイジが来た日」（1979年 - 1981年、『月刊セブンティーン』集英社、単行本 1982年2月 ISBN 9784088541709）
- 『キューピット・ベイビー』（1980年3月、集英社 ISBN 9784088541235）
- 『今宵あなたのみる夢は』（1982年12月、集英社 ISBN 9784088541907）
- 『ビッグキッドブルース パイナップル』（1983年、『月刊セブンティーン』集英社、単行本 ISBN 9784088550374）
- 『ビッグキッドブルース』（1984年、セブンティーン・コミックス 238 集英社 ISBN 408854238X）
- 『パイナップル・モーニング』（1984年、セブンティーン・コミックス 222 集英社 ISBN 4088542223）
- 『グリーンロマンス』（単行本全三巻、1985年、『月刊セブンティーン』で連載）
- 『あした、船にのって』（1986年5月、セブンティーン・コミックス 296 集英社 ISBN 9784088542966）
- 『ピーチパイ・デイズ』（1987年8月、集英社 ISBN 9784088543420）
- 『Papa told me』（単行本全二七巻、1987年 - 2004年、集英社ヤングユーコミックス）
- 『今年はじめての雪の日』（1991年、『ヤングユー』、集英社、単行本 ISBN 9784088641560）
- 『卒業式―榛野なな恵作品集』（1994年、集英社、収録作品「卒業式」「放課後」「早春賦」「野茨姫」ISBN 9784088650654）
- 『Papa told me: season selection』（1996年、集英社 ヤングユー特別企画文庫 秋、夏、春、冬の四巻。既刊のものから選出されたエピソード集）
- 『ピエタ』（全二巻 集英社）
- 『Papa told me 完全版』（2001年、集英社。既刊のものからの選出）
- 「パンテオン」（全四巻、集英社）
- 『ダブルハウス』（集英社、ISBN 9784088643830）
- 『チムニーズ館の秘密』（アガサ・クリスティ原作。表題作に加え、「ゼロ時間へ」と「忘れられぬ死」の計3作を収録。2006年、集英社 ISBN 9784088653624）
- 『Papa told me: 街を歩けば』（2008年、集英社クイーンズコミックス ISBN 9784088654737）
- 『Papa told me: 私の好きな惑星』（2009年、集英社クイーンズコミックス ISBN 9784088655307）
- 『Papa told me: カフェで道草』（2010年、集英社クイーンズコミックス ISBN 9784088655949）
- 『Papa told me: 窓に灯りのともる頃』（2011年、集英社クイーンズコミックス ISBN 9784088656274）
- 『Papa told me: cocohana ver1 丘は花でいっぱい』（2012年、集英社マーガレットコミックス ISBN 9784088468211）
- 『Papa told me: cocohana ver2 雲のテラスで』（2013年、集英社マーガレットコミックス ISBN 9784088450773）
- 『Papa told me: cocohana ver3 薔薇色の休日』（2014年、集英社マーガレットコミックス ISBN 9784088452753、ココハナ2013年2月号掲載の『～街を歩けば』から『～薔薇色の休日』までの6冊についての著者コメントと作中での食を振り返るコラムを巻末に収録）
- 『Papa told me: cocohana ver4 小さな愛の歌』（2016年、集英社マーガレットコミックス ISBN 9784088455594）
- 『Papa told me: cocohana ver5 いつも旅行中』（2017年、集英社マーガレットコミックス ISBN 9784088457246）
- 『Papa told me: cocohana ver6 星へ続く階段』（2018年、集英社マーガレットコミックス ISBN 9784088440019、連載30周年を記念した、連載のきっかけ等を尋ねる著者インタビュー収録）
- 『Papa told me: cocohana ver7 王女様の中庭』（2019年、集英社マーガレットコミックス ISBN 9784088441948、ココハナ2018年4月号掲載の著者「こだわりモノ」コーナーを巻末に収録）
- 『Papa told me: cocohana ver8 あの日のローズティー』（2020年、集英社マーガレットコミックス ISBN 9784088443195）
- 『Papa told me: cocohana ver9 花冠をあげる』（2021年、集英社マーガレットコミックス ISBN 9784088444604）
- 『Papa told me: cocohana ver10 となりの妖精』（2022年、集英社マーガレットコミックス ISBN 9784088446615）
- 『Papa told me: cocohana ver11 ビスケット時間』（2023年、集英社マーガレットコミックス ISBN 9784088447919）
- 『Papa told me: cocohana ver12 私たちの王国』（2024年、集英社マーガレットコミックス ISBN 9784088430195）
- 『Papa told me: cocohana ver13 物語のお城へ』（2025年、集英社マーガレットコミックス ISBN 978-4088431437）